# Abraham Gotthelf Kastner
Abraham Gotthelf Kästner (Leipzig, 27 de septiembre de 1719-Gotinga, 20 de junio de 1800) fue un matemático alemán.

## Semblanza

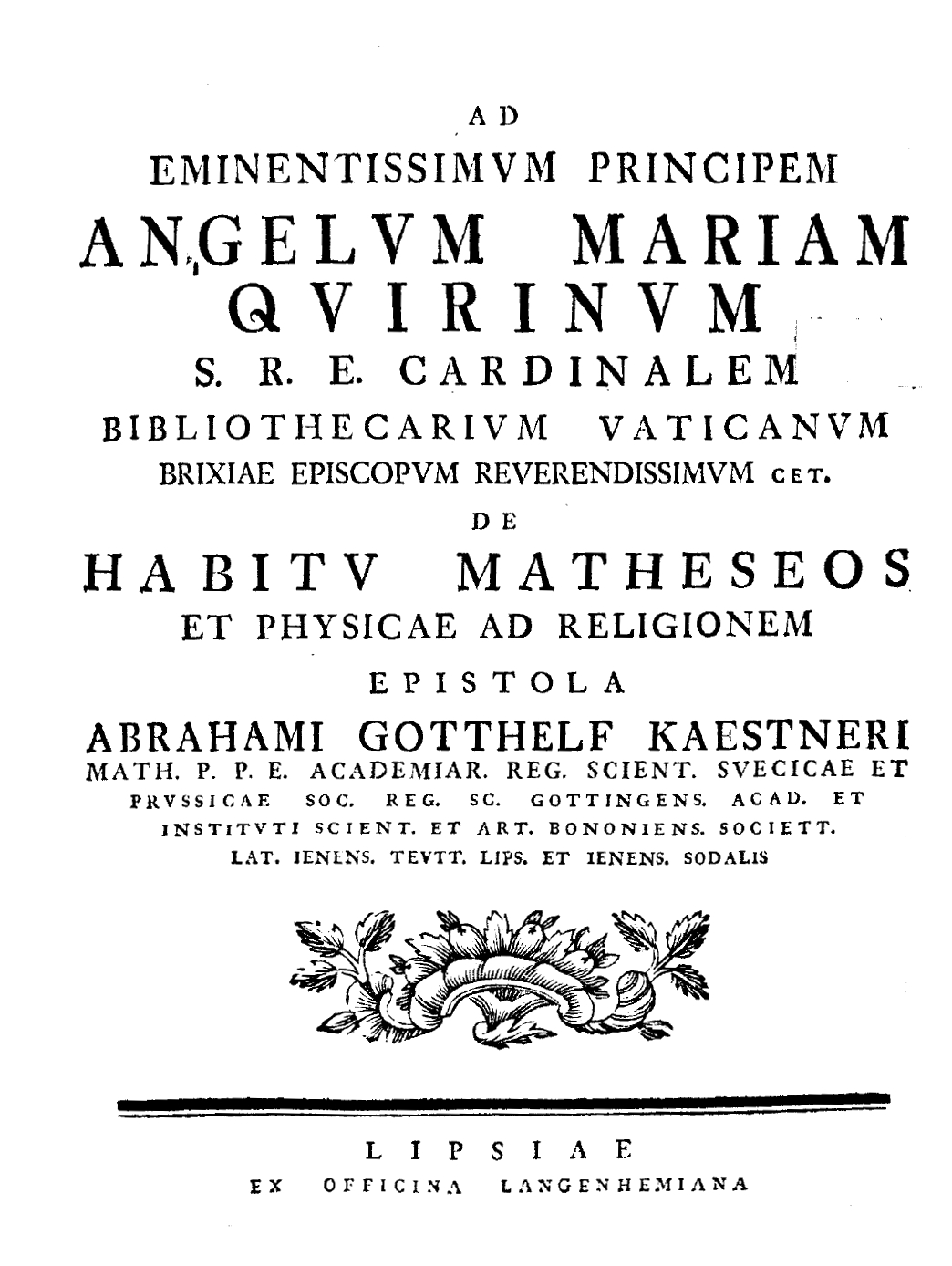
De habitu matheseos et physicae ad religionem, 1752

Fue hijo del profesor de leyes Abraham Kästner. Después de un contrato, se casó en 1757 con Ana Rosina Baumann, de 12 años de edad, quien murió el 4 de marzo del año siguiente debido a una enfermedad pulmonar. Finalmente Kästner tuvo una hija con Catharine, la señora de la limpieza. 
Estudió leyes, filosofía, física, matemáticas y metafísica en su ciudad natal a partir de 1731. Se graduó en la universidad de Leipzig en 1739; dio conferencias de filosofía, leyes, lógica y matemáticas. Fue más reconocido por su trabajo en la edición y compilación de enciclopedias y libros de matemáticas que por su investigación personal.
Creó la enciclopedia Razonamientos matemáticos básicos (Mathematische Anfangsgründe), conformada por 4 tomos que redactó entre 1758 y 1769 en la ciudad de Gotinga y que posteriormente enfatizó con dos volúmenes más en 1800. Además publicó entre 1796 y 1800 La historia de la matemática (Geschichte der Mathematik), también de 4 tomos. Este trabajo resultó muy interesante desde el punto de vista gramatical, con historias y problemas cotidianos, y astutas soluciones; pero carece de explicaciones y demostraciones en lo concerniente a la matemática en sí.
Entre sus estudiantes más famosos se encuentra Georg Christoph Lichtenberg, quien fue además un gran admirador de Kästner. Otro de sus estudiantes fue Johann Pfaff, quien posteriormente fue el consejero matemático de Carl Friedrich Gauss.
En 1746 comenzó a trabajar como profesor asociado en la universidad de Leipzig, y en 1756 tomó la cátedra de filosofía, como profesor principal, y otras cátedras importantes, como las de geometría, y ciencias naturales en Gotinga. A partir de 1763, además, fue director del observatorio. Fue profesor y colega de Lichtenberg y de Erxleben. Murió en Gotinga en 1800.
Además de matemático, fue un asiduo creador de epigramas y otros escritos con tinte sarcástico. También fue reconocido por sus poemas, que al principio aparecieron sin su consentimiento en una impresión de 1781 y eran notables por su humor penetrante e ironía aguda hacia diversas personalidades contemporáneas suyas. En 1783 publicó Escrituras variadas I y II (Vermischten Schriften 1 und 2) en Altenburgo. Posteriormente, 41 años después de su muerte, en Berlín salieron al público, 4 tomos de Colección de un trabajo poético y prosaico científicamente hermoso.

## Eponimia
- El cráter lunar Kästner lleva este nombre en su memoria.